# Такэда-но-мия Цунэёси
Принц Цунэёси из линии Такэда (яп. 竹田宮恒徳王 Такэда-но-мия Цунэёси:,  4 марта 1909, Токио — 11 мая 1992) — 2-й глава дома Такэда-но-мия (23 апреля 1919 — 14 октября 1947), номинальный глава линии Такэда-но-мия (14 октября 1947 — 11 мая 1992), представитель одной из младших ветвей японской императорской фамилии.

## Ранняя жизнь
Родился в Токио. Единственный сын принца Такэды Цунэхисы (1882—1919), 1-го главы дома Такэда-но-мия (1906—1919), и принцессы Масако (1888—1940), шестой дочери императора Мэйдзи. По матери — двоюродный брат императора Хирохито.
23 апреля 1919 года после смерти своего отца Такэда Цунэёси стал вторым главой дома Такэда-но-мия. Он получил образование в элитной школе Гакусюин, заседал в Палате пэров. В июле 1930 года принц Цунэёси окончил 32-й класс Высшей военной академии Императорской армии Японии с чином подпоручика кавалерии.

## Брак и семья

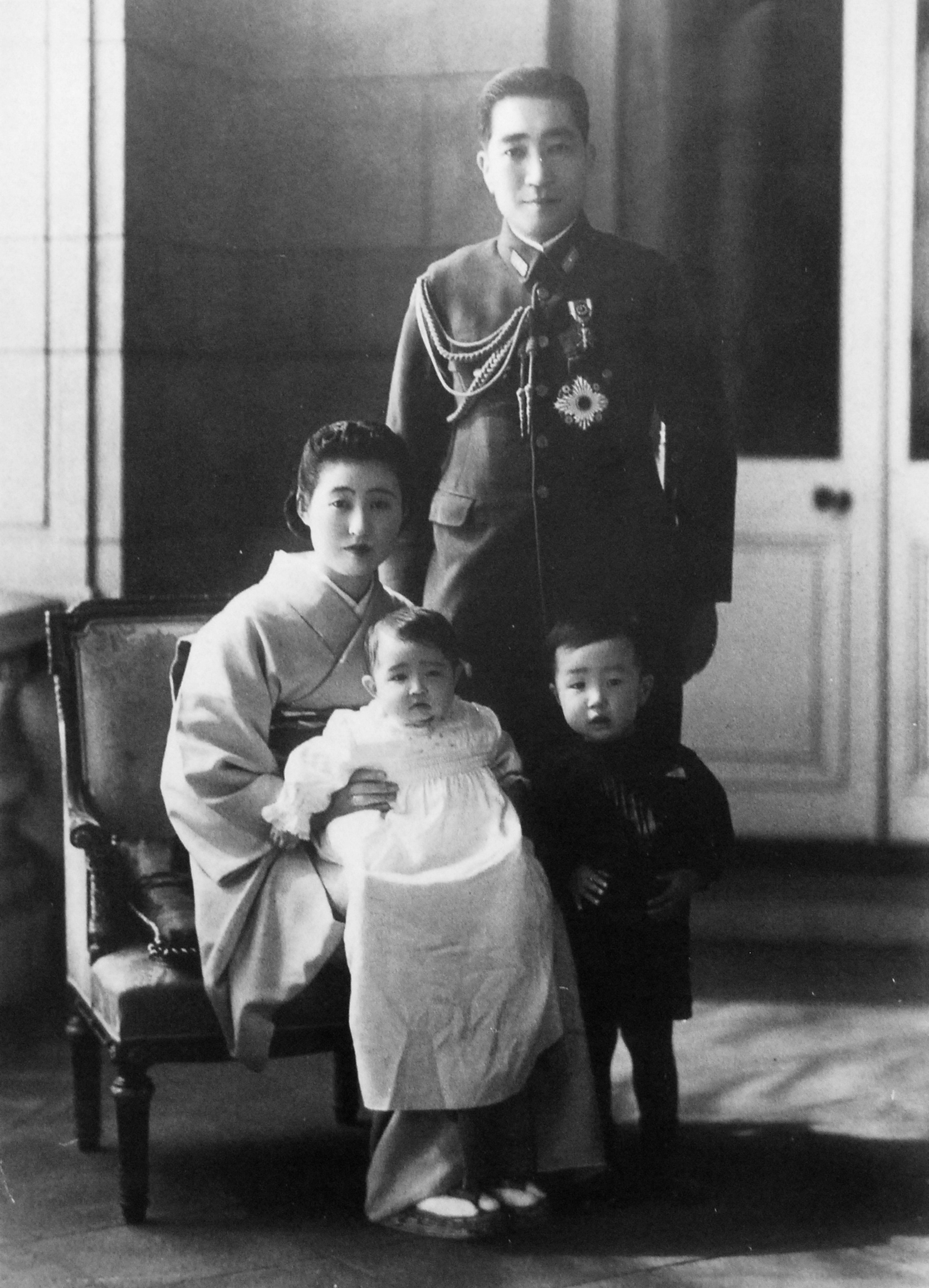
Принц Такэда Цунэёси с женой и двумя старшими детьми в 1942 году

12 мая 1934 года принц Такэда женился на Сандзё Мицуко (6 ноября 1915 — 11 августа 2013), младшей дочери князя Сандзё Кимитэру (1882—1945). Супруги имели пять детей (трёх сыновей и двух дочерей):
- Принц Цунэтада Такэда (竹田恒正王, род. 11 октября 1940 года), номинальный глава дома Такэда-но-мия (с 1992 года)
- Принцесса Мотоко Такэда (素子女王, род. 1942)
- Принцесса Норико Такэда (紀子女王, род. 1943)
- Принц Цунэхару Такэда (竹田恒治王, род. 1944), японский дипломат, посол Японии в Болгарии с 2007 года
- Цунэкадзу Такэда (竹田恒和王, род. 1947), президент Японского Олимпийского комитата с 2001 года.

## Военная карьера
Служил в кавалерийском полку в Маньчжурии, а августе 1930 года получил чин лейтенанта, а в августе 1936 года был произведен в капитаны. В 1938 году принц окончил 50-й класс Высшей военной академии Императорской армии Японии. В августе 1940 году принц ему был присвоен чин майора. Принц был включен в Генеральный штаб Императорской армии Японии в Токио, где он возглавлял отдел кадров. В августе 1943 года он получил чин подполковника. Американский историк Стрелинг Сигрейв утверждал, что в 1940—1945 годах принц Такэда руководил конфискацией золота и других драгоценностей в Китае, Гонконге, Вьетнаме, Лаосе, Камбодже, Бирме, Малайе, Сингапуре, Суматре, Яве, Борнео и Филиппинах.
Принц Такэда, будучи главным казначеем Квантунской армии, курировал деятельность отряда 731. Этот специальный отряд проводил исследования биологического оружия на живых людях во время Второй мировой войны. Более того, историк Хэл Голд утверждал в своей работе «Unit 731 Testimony», что принц Такэда играл более активную роль в качестве «подполковника Мията Цунэёси», сотрудника стратегического отдела операций.
Кратко принц Такэда служил личным представителем императора в Сайгоне штаб-квартире фельдмаршала Хисаити Тэраути, командующего южной группы армий Японии. После своего возвращения он был прикомандирован к штабу Квантунской армии. После объявления императором Хирохито по радио о капитуляции Японии 15 августа 1945 года принц Такэда отправился в Синьцзин, столицу марионеточного государства Маньчжоу-го, чтобы обеспечить условия капитуляции Квантунской армии.

## После войны
14 октября 1947 года после принятия новой конституции принц Такэда Цунэёси и его семья утратили имперский статус и стали простыми гражданами Японии. Первоначально Цунэёси удалился в своё поместье в префектуре Тиба, где занимался выращиванием скаковых лошадей. В 1947 году он предпринял попытку проникнуть в мир бизнеса, создав компанию по изготовлению вязальных машин, но его компания вскоре обанкротилась.
Позднее Такэда Цунэёси обратил своё внимание на продвижение и развитие любительского и профессионального спорта в Японии. Как участник конноспортивных мероприятий в рамках японской делегации на летних Олимпийских играх 1936 года в Берлине, он уже имел репутацию «спортивного принца». Он стал президентом японской коньковой ассоциации в 1948 году и членом Ротари Интернешнл Северного Токио. Цунэёси являлся президентом Олимпийского комитета Японии в 1962—1969 годах и был важной фигурой в организации летних Олимпийских игр 1964 года в Токио и зимних Олимпийских игр 1972 года в Саппоро. Он также являлся членом Международного Олимпийского комитета в 1967—1981 годах.
В 1987 году бывший принц издал сборник автобиографических эссе под названием «Kumo no ue shita: Omoide-banashi».
Такэда Цунэёси скончался от сердечной недостаточности 12 мая 1992 года в возрасте 83 лет. Следующим номинальным главой дома Такэда-но-мия стал его старший сын Цунэтада Такэда (род. 1940), выпускник элитной школы Гакусюин, окончил университет Кэйо по специальности «экономика» и ранее работал в компании Mitsubishi Shoji. Он женился на Кеко Незу, третьей дочери Незу Каитиро, бывшего председателя железнодорожной компании «Tobu Railway». Супруги имели в браке сына Цунэтаку (род. 1967) и дочь Хироко (род. 1971).